# Love is all around (Sandra & Andres)
Love is all around is een single van Sandra & Andres. Het is afkomstig van hun album Let us sing together, dat pas later verscheen.
Love is all around is een lied geschreven door Dries Holten (Andres) en muziekproducent Hans van Hemert. De B-kant was een cover van Perry Fords You got soul, in 1970 opgenomen door Man and Wife. Ford was ooit lid van muziekgroep The Ivy League. Harry van Hoof tekende voor het arrangement en de functie van orkestleider in beide tracks. Dat orkest was waarschijnlijk het Metropole Orkest, waar Van Hoof aan verbonden was.
Op de achterkant van de single werd reclame gemaakt voor muziek uit geheel andere genres: Cuby + Blizzards, Ekseption, David Bowie, The Free en Livin' Blues. De single kende een spelfout op de labels: Sandra & Andress.

## Hitnotering
Love is all around evenaarde de verkopen van Let us pray together en betekende hun eerstbekende hit in België.

### Nederlandse Top 40
| Positie: | 31 | 18 | 12 | 10 | 8 | 5 | 5 | 5 | 9 | 14 | 22 | 32 | uit |

### NederlandseHilversum 3 Top 30
| Positie: | 23 | 14 | 13 | 10 | 7 | 5 | 8 | 20 | 12 | 19 | uit |

### Voorloper VlaamseUltratop 30
| Positie: | 22 | 16 | 11 | 12 | 20 | 24 | 27 | uit |

Sandra Reemer

Al di là · Stille nacht, heilige nacht · 'k Zweef aan m'n ballonnetje · Gloria, gloria · Sluimer zacht · Singapura · Hoe leit dit kindeke · Mijn gitaar · Kopi susu · Als jij maar wacht · Een bos rozen · Heimwee · Mijn concert · Teddy song · Jij vergeet · Since you have gone · (I've got) A love like a rainbow · Simon Zealotes · Love me, honey · The party's over · Trust in me · This is your heartbeat · How little we know · Colorado · Nothing's gonna change · It hurts to be in love · America here I come · Indonesia · Get it on · Rien ne va plus · Fly like an angel · Gold · All out of love · Sleep with me tonight · Laughter in the rain · Goodnight, sweetheart, goodnight · Smoke gets in your eyes · La colegiala · For your love · He was the one · Love is cruel · Domenica · The last goodbye · Mensen zoals jij · Kom naar me toe · Alles wat ik wil · Een boom voor het leven · De mooiste droom is vogelvrij
Sandra en Andres

Storybook children · Somethin' in my heart · For the first time in my life · Reach for the moon · Let us pray together · Love is all around · Those words · Que je t'aime · Mary Madonna · Als het om de liefde gaat · Mama mia · Auntie · Aime-moi · Dzjing boem! · True love · You believed · Oh, nous sommes très amoureux
Dutch Divas

Work that body · From New York to L.A.